# تي دابليو إيه الرحلة 843
تي دابليو إيه الرحلة 843 طائرة لوكهيد إل-1011 تراي ستار كانت تحمل علي متنها 280 راكبا و12 من أفراد الطاقم من نيويورك إلي سان فرانسيسكو في 30 يوليو 1992 بقيادة الكابتن ويليام شيلبي كينكيد البالغ من العمر 54 عاما ذات خبرة طيران لمدة 27 عاما والمساعد أول دينيس ويليام هيرغيرت البالغ من العمر 53 عاما ذات خبرة طيران لمدة 25 عاما ومهندس الرحلة تشارلز إدوارد لونغ البالغ من العمر 34 عاما ذات خبرة طيران مع القوات الجوية الأمريكية لمدة 8 سنوات ومهندس طيران للشركة لمدة 3 سنوات ونجا جميع الركاب والطاقم البالغ عددهم 292 شخصا وجرح 10 أشخاص في الحادث وتحطمت في مطار جون إف كينيدي الدولي بسبب خطأ الطيار بسبب إلغاء الأقلاع واندلاع حريق بسبب خطأ ميكانيكي في محرك الطائرة
.